# Žabica (Gospić)
Žabica falu Horvátországban Lika-Zengg megyében. Közigazgatásilag Gospićhoz tartozik.

## Fekvése
Gospićtól 1 km-re délnyugatra a Likai karsztmezőn, a Lički Novira menő út mentén, a Novčica jobb partján fekszik.

## Története
A török kiűzése után horvátokkal betelepített falvak közé tartozik. A falunak 1857-ben 187, 1910-ben 226 lakosa volt. A trianoni békeszerződés előtt Lika-Korbava vármegye Gospići járásához tartozott. Ezt követően előbb a Szerb-Horvát-Szlovén Királyság, majd Jugoszlávia része lett. A második világháború idején 1942 elején a horvátok lakta falut felgyújtották a partizánok. 1991 szeptemberében a honvédő háború idején is heves harcok dúltak a területén a Gospić városát védő horvátok és a szerb szabadcsapatok között. A falunak 2011-ben 169 lakosa volt.

## Lakosság
| Lakosság változása | Lakosság változása | Lakosság változása | Lakosság változása | Lakosság változása | Lakosság változása | Lakosság változása | Lakosság változása | Lakosság változása | Lakosság változása | Lakosság változása | Lakosság változása | Lakosság változása | Lakosság változása | Lakosság változása | Lakosság változása |
| ------------------ | ------------------ | ------------------ | ------------------ | ------------------ | ------------------ | ------------------ | ------------------ | ------------------ | ------------------ | ------------------ | ------------------ | ------------------ | ------------------ | ------------------ | ------------------ |
| 1857               | 1869               | 1880               | 1890               | 1900               | 1910               | 1921               | 1931               | 1948               | 1953               | 1961               | 1971               | 1981               | 1991               | 2001               | 2011               |
| 187                | 212                | 172                | 186                | 218                | 226                | 224                | 248                | 233                | 241                | 260                | 275                | 249                | 250                | 189                | 169                |